# ジョージ・リトルトン (初代リトルトン男爵)

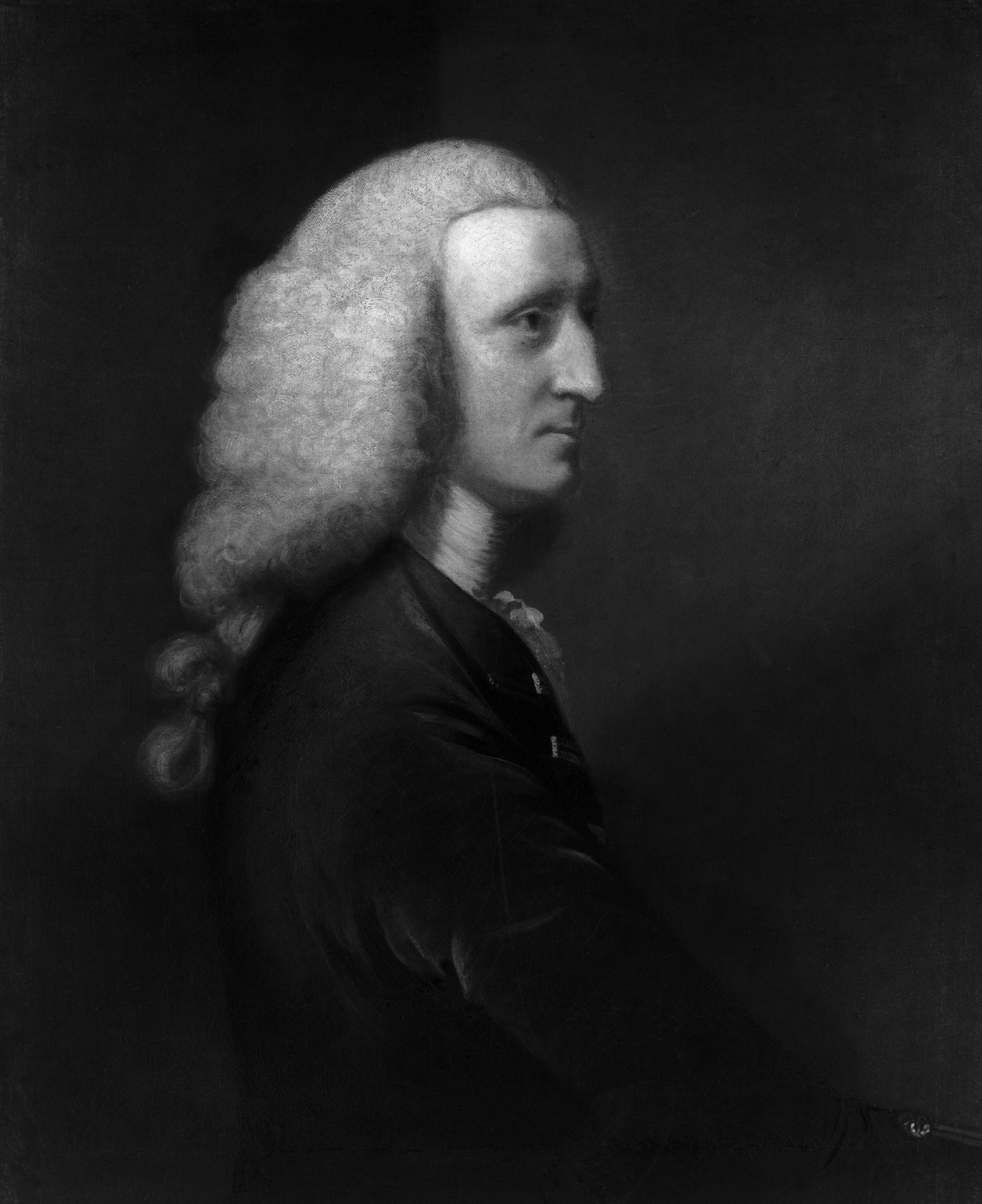
初代リトルトン男爵

初代リトルトン男爵ジョージ・リトルトン（リッテルトン、リテルトン、英語: George Lyttelton, 1st Baron Lyttelton[ˈlɪtəltən] PC FRS 、1709年1月17日 – 1773年8月22日）は、グレートブリテン王国の政治家、貴族、文人。1755年から1756年まで財務大臣を務めたほか、庶民院議員を21年間、貴族院議員を17年間務めたが、政治家としては凡庸であった。文人としては同時代の政治を風刺する著作を多く出版しており、アレキサンダー・ポープ、ジェームズ・トムソンなど同時代の文壇での友人が多かった。

## 生涯

### 生い立ち
第4代準男爵サー・トマス・リトルトンとクリスチャン・テンプル（Christian Temple、第3代準男爵サー・リチャード・テンプルの娘）の長男として、1709年1月17日に生まれ、同日にピカデリーの聖ジェームズ教会で洗礼を受けた。1725年よりイートン・カレッジで教育を受けた後、1726年2月11日にオックスフォード大学クライスト・チャーチに入学したが、学位は修得しなかった。
1728年3月に『ブレンハイム』（Blenheim）という初代マールバラ公爵ジョン・チャーチルを称える賛歌を出版した直後から1730年までグランドツアーに出てドイツ、フランス、イタリアを旅し、その道中でソワソン会議に立ち会ったほか、1730年にはローマでアレキサンダー・ポープの『愚物列伝』を受けて、An Epistle to Mr Pope, from a Young Gentleman at Romeと題するポープ宛ての詩作を書いた。

### ウォルポール内閣期

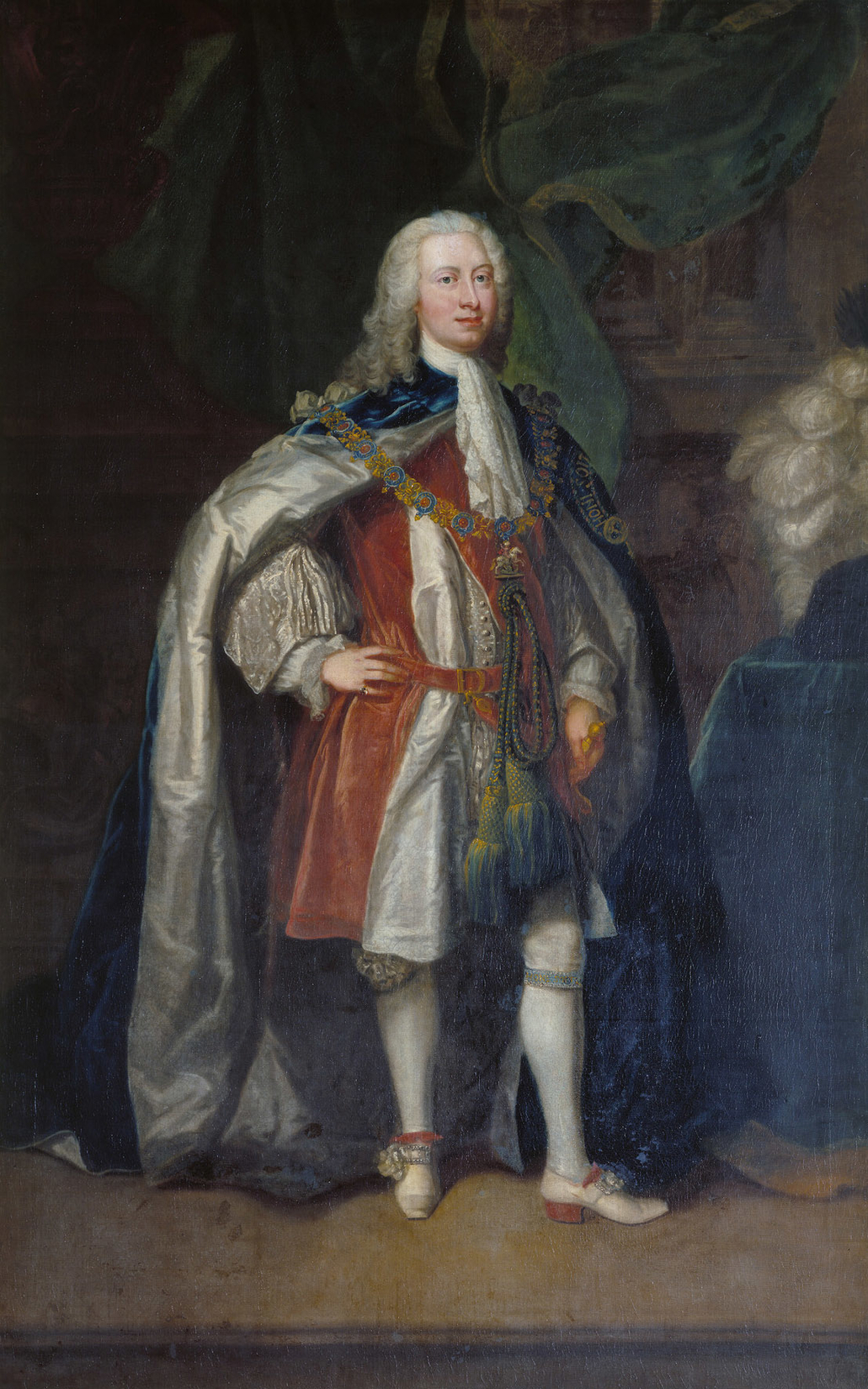
王太子フレデリック・ルイス。チャールズ・フィリップス画、1737年。

1732年にジョージ・ドディントンによりウェールズ公（王太子）フレデリック・ルイスに紹介され、王太子に気に入られた。1734年に母方のおじにあたる初代コバム子爵リチャード・テンプルの意を受けて王太子を説得し、王太子の政治顧問で与党派ホイッグ党に属するドディントンを更迭させて第4代チェスターフィールド伯爵フィリップ・スタンホープを任命させた後、1735年3月に義兄弟にあたるトマス・ピットの支持を受けてオークハンプトン選挙区の補欠選挙に出馬、無投票で当選した。同年に王太子の侍従に任命された後、1736年4月29日に議会ではじめて演説し、王太子の結婚を祝いつつ国王ジョージ2世と首相ロバート・ウォルポールを攻撃した。リチャード・グレンヴィル（後の第2代テンプル伯爵）らとともにコバム派（野党の一派）に属し、「自身の良知に基づいて投票したという理由だけで」コバム子爵とウィリアム・ピット（後の大ピット）を陸軍から追い出したとウォルポールを攻撃、1737年8月には王太子付き秘書官に任命された。『英国議会史』によると、首相ウォルポールを積極的に攻撃したリトルトンを秘書官に任命したことは王太子が公に野党に転じたことを示しているという。
文壇ではこの頃によりリチャード・グロヴァー、ジェームズ・トムソン、デヴィッド・マレットといった詩人を王太子に紹介したが、彼らが政府を攻撃する劇作を書くよう仕向けたため、与党派の新聞『デイリー・ガゼッティアー』に敵意を向けられ、「リトルダン」（Littledone）と風刺された。リトルトン自身も初代ボリングブルック子爵ヘンリー・シンジョンの『イングランド史論』（Remarks on the History of England、1726年）の影響を受けて、1733年に『エリザベス女王の一生と治世への観察』（Observations on the life and reign of Queen Elizabeth）を著し、エリザベス1世期の政治とロバート・ウォルポール首相期の政治を対比したが、これは存命中には発表されなかった。ほかにも1735年にLetters from a Persian in England to his friend at Ispahan（ロンドン、1735年初版、八折り判。1774年第5版、十二折り判）と題する著作を発表し、1737年4月9日と10月15日に『コモン・センス、またはイングリッシュマンズ・ジャーナル』（Common Sense, or the Englishman's Journal）という野党派の新聞に寄稿した。
議会においても1738年2月3日に陸軍の規模削減に対するウィリアム・シッペンの修正案に賛成、1739年2月にスペインとのパルド協定を攻撃するとともに再び陸軍の規模削減を主張した。同年に匿名でConsiderations upon the Present State of our Affairs at Home and Abroad, in a Letter to a Member of Parliament from a Friend in the Country（ロンドン、1739年初版、八折り判。同年に第2版、八折り判）というパンフレットを出版し、主戦論を主張した。1740年1月29日にサミュエル・サンズの官職法案（Place Bill）に賛成する演説を、1741年2月にサンズのウォルポール不信任決議案に賛成する演説をした。総選挙を控えた1740年秋にトマス・ピットは有権者に対する選挙活動を行うと、1741年イギリス総選挙でピットとリトルトンが無投票で再選した。また、父によりウスターシャー選挙区の候補にも推されたが、1,412票（得票数4位）しか得られずに落選した。落選の理由について、リトルトンは1741年5月23日付の大ピット宛ての手紙でディアハースト子爵ジョージ・コヴェントリー（対立候補）と第2代フォーリー男爵トマス・フォーリー（対立候補エドマンド・ピッツを支持）が選挙活動に莫大な資金を拠出した上、選挙活動自体にも勤勉だったため、自身の完敗だったと述べている。チャールズ・ハンベリー・ウィリアムズは自身の著作でリトルトンの落選を揶揄し、「古代ローマでの前例を引用するリトルトン」というカリカチュアをえがいた。

### ウィルミントンとペラム内閣期

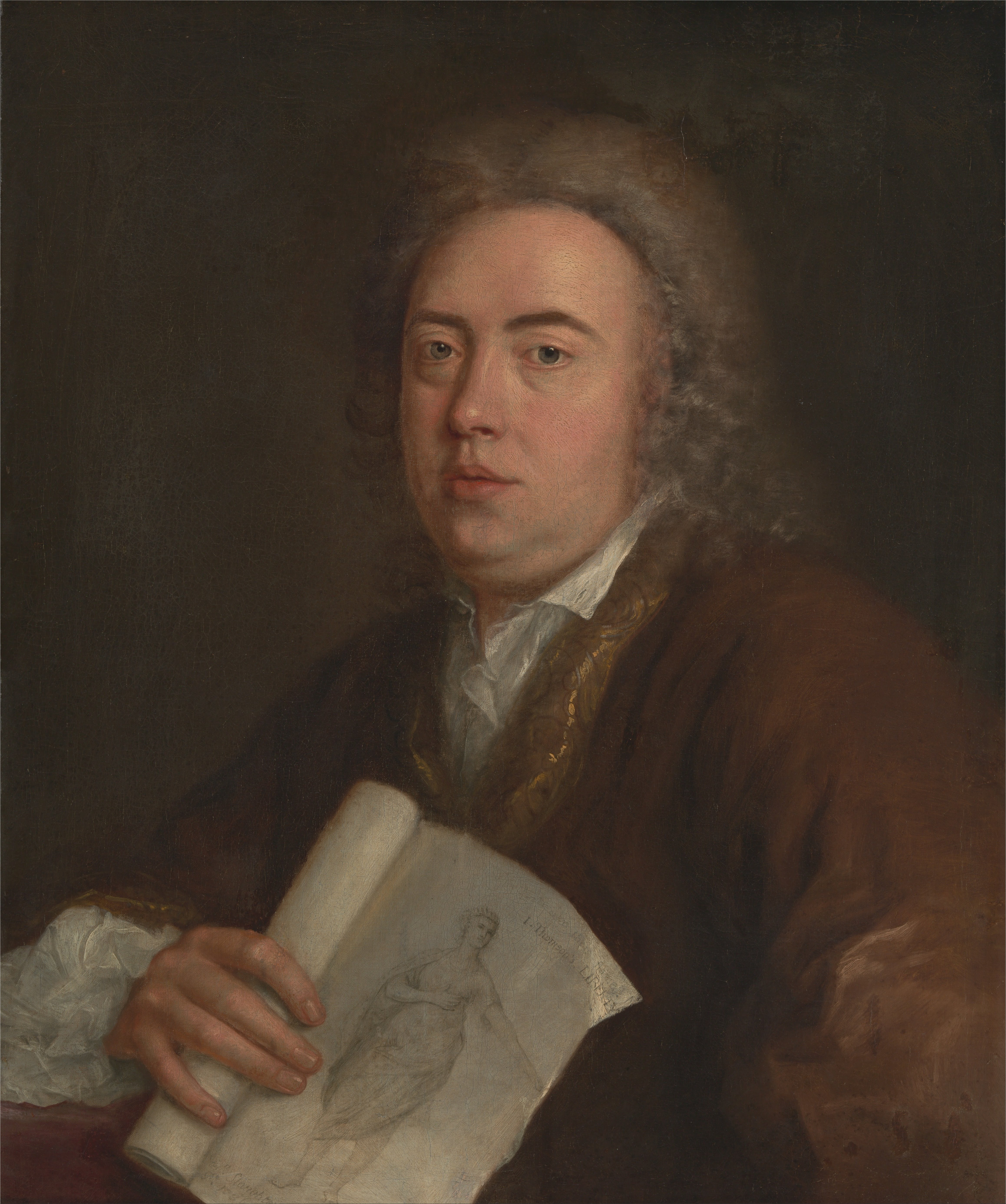
ジェームズ・トムソン、1736年。

1742年2月にウォルポール内閣が崩壊すると、同年3月にウォルポール内閣への調査委員会の設立決議案に賛成した。ウォルポール内閣の崩壊に伴い王太子が与党に転じたのに対し、コバム派は入閣せず野党のままだったが、リトルトンは一旦は王太子の秘書官に留任した。1743年に首相ウィルミントン伯爵が死去すると、リトルトンはヘンリー・ペラムと手を組んで第2代カートレット男爵ジョン・カートレットを引きずり降ろすことを支持し、カートレット男爵が失脚してペラム率いるブロード・ボトム内閣が成立するとリトルトンは1744年12月25日に下級大蔵卿（Lord of Treasury）に任命された。これに対し、王太子は「自身の認めていない人物（ペラム）から官職を得た」として、リトルトンを即座に自身の秘書官から解任した。その後、1745年末に（官職についていない）大ピットとともに政府を攻撃したが、1746年2月に大ピットが官職を得ると再び与党に転じ、1747年4月にスコットランド世襲的司法権廃止法案への賛成演説をしてペラムに激賞された。1747年イギリス総選挙において、後援者だったトマス・ピットが王太子とともに野党に属したのに対し、リトルトンが与党に属したため、ピットはリトルトンを更迭して王太子の支持するチャールズ・モンタギューを推そうとしたが、リトルトンが現地の有力者からの支持を確保しており、さらに与党側のペラムや第4代ベッドフォード公爵ジョン・ラッセルもリトルトンを支持したため、結局ピットとリトルトンがそのまま無投票で再選した。
1744年1月26日、王立協会フェローに選出された。この時期のリトルトンは文学著作が少なく、1747年に妻の死去を悼むモノディ（To the Memory of a Lady [Lucy Lyttelton] lately deceased: a Monody、ロンドン、1747年初版、1748年第2版）を、同年にギルバート・ウェストの影響を受けて神学に関する著作Observations on the Conversion and Apostleship of St. Paul. In a Letter to Gilbert West, Esq.（ロンドン、1747年、八折り判。1799年第9版、八折り判）を著した程度だった。オックスフォード英国人名事典によると、妻の手向けに書いたモノディはリトルトンの詩作のうち最も有名のものだったが、後にトバイアス・スモレットによるパロディが著された。リトルトンは同時期にも文壇における友人付き合いを続けており、詩人ジェームズ・トムソンは1743年夏にリトルトン家の所有するハッグリー・ホールで“The Seasons”を推敲し、1749年1月にはトムソンの死後に発表された悲劇“Coriolanus”がリトルトンの影響力によりコヴェント・ガーデン劇場で上演され、さらにトムソンの作品全集がリトルトンの主導で1750年に出版された。イートン・カレッジ時代からの友人である小説家ヘンリー・フィールディングは1749年の『トム・ジョウンズ』をリトルトンに献呈している。ほかにもエドワード・ムーアによる週刊新聞『ザ・ワールド』の創刊（1753年）を手助けしており、ヴォルテールとも文通している。
1749年にペラムから海軍会計長官への就任を打診されたが辞退し、1750年に大ピットを仲介に王太子との和解が模索されたが、王太子が翌1751年に死去したため、沙汰止みとなった。ホレス・ウォルポールによると、和解をめぐる交渉があったため、1750年から1751年にかけての会期におけるリトルトンの態度が不明瞭だったという。1751年9月14日に父が死去すると、準男爵位を継承した。1753年11月に（数か月前に可決されたばかりの）ユダヤ人帰化法の廃止に賛成した。

### 第1次ニューカッスル公爵内閣期
1754年にペラムが死去すると、リトルトンは下級大蔵卿を辞任、同年4月に第1次ニューカッスル公爵内閣で王室金庫長官に、6月21日に枢密顧問官に任命された。同年4月の総選挙において、自身を後援したベッドフォード公爵が野党に転じるという逆風があったものの、トマス・ピットが財政難によりオークハンプトン選挙区での影響力を政府に譲っていたため、政府とベッドフォード公爵の間で妥協がなされ、それぞれ1議席を指名することになり、リトルトンはそのまま政府側の候補として無投票で再選した。第1次ニューカッスル公爵内閣に対し、リトルトンがテンプル伯爵や大ピットの賛成を得ずに自派の内閣支持を約束したため、リトルトンと2人の関係が悪化し、さらに1755年11月に大ピットが野党に転じたとき、リトルトンがそれに従うことを拒否したため、2人は完全に決裂した。リトルトンは大ピットが野党に転じた理由を「公的な理由を装ってすらおらず、私的にニューカッスル公爵と敵対したためだけだった」と批判し、1755年11月22日に財務大臣に就任したが、同時に大ピットからの激しい攻撃を受けることになった。
リトルトンは1756年1月23日に予算案を議会に提出、5月11日に100万ポンドの追加予算を動議したが、大ピットは前者における減債基金を担保に借款する提案を、後者については予算の目的が不明瞭であることを激しく批判した。ニューカッスル公爵は国王ジョージ2世に謁見したときリトルトンを賞賛したが、オックスフォード英国人名事典によると、リトルトンには財務大臣に必要な財政に関する知識が少なく、この任命は不適切とされた。

### 貴族院議員として
1756年11月にニューカッスル公爵が首相を辞任すると、リトルトンも財務大臣を辞し、同年11月18日にグレートブリテン貴族であるウスターシャーにおけるフランクリーのリトルトン男爵に叙された。これに対し、ホレス・ウォルポールは「（リトルトンが）最も熱心に祈ったことは小冠をかぶって天国に行くことだった」（warmest prayer was to go to heaven in a coronet）と皮肉をもって評した。その後、同年12月2日に貴族院に初登院し、民兵法案（Militia Bill）をめぐる弁論で初演説した。以降貴族院で頻繁に演説したが、『英国議会史』では二流政治家のままだったと評された。また、叙爵に伴いオークハンプトン選挙区における影響力も消え失せており、1759年11月に同選挙区の補欠選挙について意見を聞かれたとき、自身の代わりにニューカッスル公爵に聞くよう助言した。
1763年にサイダー税法案に反対し、その第二読会と第三読会で反対演説をして、リトルトンを批判することの多かったホレス・ウォルポールでさえリトルトンの演説を賞賛したほどだった。1764年2月、ティモシー・ブレックノックの『王権』（ドロワ・ル・ロワ、Droit le Roy）の検閲を動議して可決させた。同年4月にはテンプル伯爵と大ピットと和解し、2人と首相ジョージ・グレンヴィルの仲をとりなして第3代ビュート伯爵ジョン・ステュアートに対抗しようとした。1765年7月に第1次ロッキンガム侯爵内閣が成立すると、入閣を打診されたが、大ピットとテンプル伯爵との決裂を断って入閣を辞退した。1766年1月、印紙法廃止に反対した。1766年に大ピットを首班とするチャタム伯爵内閣が成立するが、リトルトンは1767年3月に内閣崩壊を予想して、グレンヴィル派、ロッキンガム派、ベッドフォード公爵派の連立内閣を構想し（この構想において、リトルトンは自身は無任所大臣として入閣する予定だった）、その構想をジョージ・グレンヴィルに送った。1770年2月に庶民院によるジョン・ウィルクスへの追訴に反対、1772年にホイッグ党の登院拒否案に反対した。
1760年代になると再び著作を発表するようになり、1760年に匿名でDialogues of the Dead（ロンドン、1760年初版、八折り判。同年に第2版と第3版を出版、1765年に第4版を出版）を、1765年に追加でFour new Dialogues of the Dead（ロンドン、1765年、八折り判、匿名出版）を発表し、1767年にはThe History of the Life of Henry the Second（1767年に第1と2巻を、1771年に第3巻を出版）を発表した。このうち、後者はヘンリー2世の伝記であり、リトルトンからアレキサンダー・ポープ宛ての手紙によると少なくとも1741年より断続的に書いていた。
1773年8月22日にハッグリーで死去、同地の教区教会に埋葬された。息子トマスが爵位を継承した。死後の1774年、サミュエル・ジョンソンがリトルトンの伝記を著した。

## 人物
第2代ハーヴィー男爵ジョン・ハーヴィーは回想録で1730年代末のリトルトンについて記述しており、その容貌を「背が極めて高く痩せており」（extremely tall and thin）、顔を「醜い」（ugly）、演説の声を「一本調子」（lulling monotony）などと極めて低い評価を下している。
大ピットの評価ではリトルトンが予め議題の決まった弁論で素晴らしい能力を示した（great abilities for set debates）が、『英国議会史』によると、突発的なやりとりにおいてはリトルトンが大ピットの比ではなかったという。

## 家族と私生活
1742年6月、ルーシー・フォーテスキュー（Lucy Fortescue、1717年頃 – 1747年1月19日、ヒュー・フォーテスキューの娘、第2代フォーテスキュー男爵マシュー・フォーテスキューの姉妹）と結婚、1男2女をもうけた。2人の仲はよかったが、ルーシーは次女メアリーの出産中に死去した。
- トマス（1744年 – 1779年） - 第2代リトルトン男爵
- ルーシー（1783年没） - 1767年5月10日、初代マウントノリス伯爵アーサー・アンズリーと結婚、子供あり[7]
- メアリー（1747年 – ?） - 夭折[7]

1749年8月10日、エリザベス・リッチ（Elizabeth Rich、1716年 – 1795年9月17日、第4代準男爵サー・ロバート・リッチの娘）と再婚したが、2人の仲は悪く、1756年にエリザベスの浮気が報じられ、1759年春にはエリザベスがイタリア人のオペラ歌手にラブレターを書いたと広く噂され、結局リトルトンとエリザベスは別居に終わった。
1754年から1760年にかけて、自邸であるハッグリー・ホールをサンダーソン・ミラーの設計で改築した。